# Bachia huallagana
Espèce
Bachia huallagana est une espèce de sauriens de la famille des Gymnophthalmidae.

## Répartition
Cette espèce est endémique de la région de San Martín au Pérou.

## Publication originale
- Dixon, 1973 : A systematic review of the teiid lizards, genus Bachia, with remarks on Heterodactylus and Anotosaura. Miscellaneous publication, University of Kansas, Museum of Natural History, vol. 57, p. 1-47 (texte intégral).